# Teplická vrchovina
Teplická vrchovina je geomorfologická část Trenčínské vrchoviny.  Zabírá velkou část podcelku v okolí Trenčína a Dubnice nad Váhom a nejvyšší vrch Stráne dosahuje (735 m n. m.)

## Polohopis
Území zabírá západní a jižní část podcelku Trenčianska vrchovina, v západní části Strážovských vrchů. Na severovýchodě ji obklopuje Butkovska brázda, východním směrem sousedí část Strážov (Zliechovská hornatina ), Porubská brázda a Holázne, v jihovýchodní části Bašce a Slatinská brázda (Zliechovská hornatina). Jižní okraj přechází do Bánovské pahorkatiny (část Podunajské pahorkatiny), ve střední části pokračuje Trenčianska vrchovina Ostrým. Jihozápadním směrem sousedí Trenčianska kotlina a západní a severozápadní okraj lemuje Ilavská kotlina, obě patřící do Považského podolia. 
Západním okrajem teče údolím řeka Váh, do níž odvádí vodu z tohoto území většina potoků. Výjimku tvoří jižní část, svažující se do Bánovské pahorkatiny, která leží v povodí Bebravy, patřící do povodí Nitry. Údolím Tepličky vede z Trenčínskej Teplej přes Trenčianske Teplice do Motešic silnice II / 516 . 

## Ochrana území
Teplická vrchovina leží mimo území Chráněné krajinné oblasti Strážovské vrchy, ale na jejím území se nachází zvlášť chráněná přírodní památka Jaskyňa pod Jeleňom a Potok Machnáč . 

## Turismus
Tato část Strážovských vrchů patří mezi oblíbené a vyhledávané oblasti zejména z důvodu blízkosti k větším městům. Je poměrně snadno dostupná a síť turistických stezek zjednodušuje přístup cenných a atraktivních lokalit z nedalekých sídel. Mimo Trenčínského hradu, tyčícího se nad Trenčínem, je vyhledávaným město Trenčianské Teplice a jeho okolí.

### Vybrané vrchy
- Stráně (735 m n. m.)
- Sokol (651 m n. m.)
- Drieňová (622 m n. m.)
- Markovica (592 m n. m.)
- Machnáč (569 m n. m.) [2]

### Turistické trasy
- po  červené značce ( E8 a Cesta hrdinů SNP ) z Trenčína přes Trenčianske Teplice do sedla pod Omšenskou Babou
- po  červené značce z rozcestí u hotelu Tatra v Trenčíně do Soblahova
- po  modré značce:
  - z Trenčianských Teplic k chatě pod Ostrým vrchem
  - z Prejty na Vlčinec (682 m n. m.)
- po  zelené značce:
  - z Opatovej do rozcestí pod Trubárkou
  - z Trenčianské Teplé na Petrovanské lúky
  - z Dubnice nad Váhom do Trenčianských Teplic
- po  žluté značce:
  - ze Ilavy na Vápeč (955 m n. m.)
  - z Nové Dubnice do rozcestí Kamenné vrata
  - z Opatové do rozcestí pod Čvirigovcem
  - z Kubrej do Horných Motešic [2]